# Dagens Nyheter
O Dagens Nyheter (LITERALMENTE Diário de Notícias;  PRONÚNCIA) é o maior jornal matutino da Suécia.
É uma publicação generalista independente de cariz liberal.
Popularmente chamado DN, o Dagens Nyheter cobre o noticiário nacional e internacional, com relevo para os acontecimentos relacionados com Estocolmo.

Com uma edição superior a 300 000 exemplares, é o segundo maior jornal da Suécia.
Fundado em 1864, por Robert Wall, é atualmente propriedade do grupo empresarial Bonnier AB.